# 560-та фольксгренадерська дивізія (Третій Рейх)
560-та фольксгренадерська дивізія (Третій Рейх) (нім. 560. Volksgrenadier-Division) — піхотна дивізія народного ополчення (фольксгренадери) вермахту за часів Другої світової війни.

## Історія
560-та фольксгренадерська дивізія сформована 10 серпня 1944 року в Моссі на території окупованої Норвегії шляхом перейменування 560-ї гренадерської дивізії. У листопаді 1944 року її частини передислокували до Данії у Коллінг. У грудні дивізію терміново перекинули на Західний фронт, де підпорядкували командуванню LVIII танкового корпусу, що готувався до стратегічної наступальної операції в Арденнах «Вахт ам Райн». Брала участь у боях на Виступі, де була майже повністю знищена. У січні 1945 року її рештки включили до складу II танкового корпусу СС обергрупенфюрера СС Вільгельма Біттріха, бої в Айфелі та у люксембурзькому Ехтернахі. 6 березня залишки дивізії (близько 150 осіб) були об'єднані з 352-ю та 212-ю фольксгренадерськими дивізіями під керівництвом командира 352-ї фольксгренадерської дивізії генерал-майора резерву Рудольфа фон Оппена. У квітні 1945 року остаточно розбита в боях у Рурському мішку.

## Райони бойових дій
- Норвегія (серпень — листопад 1944)
- Данія (листопад  — грудень 1944)
- Арденни (грудень 1944 — січень 1945)
- Німеччина (січень — квітень 1945)

## Командування

### Командири
- генерал-лейтенант Еріх Гофманн (нім. Erich Hofmann) (10 серпня — 10 листопада 1944);
- генерал-майор Рудольф Бадер (нім. Rudolf Bader) (10 листопада 1944 — 31 березня 1945);
- оберст Лангойзер (нім. Langhäuser) (31 березня — 16 квітня 1945)

### Підпорядкованість
| Час      | Корпус                              | Армія                               | Група армій (округ)                 | Штаб      |
| -------- | ----------------------------------- | ----------------------------------- | ----------------------------------- | --------- |
| 1944     |                                     |                                     |                                     |           |
| жовтень  | Армія «Норвегія»                    | Армія «Норвегія»                    | Армія «Норвегія»                    | Мосс      |
| листопад | Окупаційні війська Вермахту в Данії | Окупаційні війська Вермахту в Данії | Окупаційні війська Вермахту в Данії | Коллінг   |
| грудень  | LVIII тк                            | 5 ТА                                | Група армій «B»                     | Люцкампен |
| 1945     |                                     |                                     |                                     |           |
| 1 січня  | II тк СС                            | 6 ТА                                | Група армій «B»                     | Ардени    |
| 30 січня | LXXX ак                             | 7 А                                 | Група армій «B»                     | Ардени    |
| березень | LXXX ак                             | 7 А                                 | Група армій «B»                     | Айфель    |
| квітень  | LXXX ак                             | 7 А                                 | Група армій «B»                     | Рур       |

### Склад
| 1944                                     |
| ---------------------------------------- |
| 1128-й гренадерський полк                |
| 1129-й гренадерський полк                |
| 1130-й гренадерський полк                |
| 1560-й артилерійський полк               |
| 560-й протитанковий дивізіон             |
| 560-й фузілерний батальйон               |
| 560-й запасний батальйон                 |
| 560-та рота зв'язку                      |
| 560-те дивізійне управління забезпечення |

## Нагороджені дивізії
Нагороджені дивізії
|  | Кавалери Лицарського хреста Залізного хреста                                                               | 1 |
|  | Кавалери Почесної відзнаки Сухопутних військ «Почесна застібка на орденську стрічку для Сухопутних військ» | 2 |

- Нагороджені Сертифікатом Пошани Головнокомандувача Сухопутних військ (1)